# Schnell ermittelt
Schnell ermittelt ist eine österreichische Kriminal-Fernsehserie, die seit 2007 von MR Film im Auftrag des ORF produziert wird. Die Erstausstrahlung erfolgte am 21. April 2009 auf ORF 1.

## Produktion und Ausstrahlung
Im Jahr 2007 wurde die Krimiserie im Zuge der Programmreform des ORF erstmals in den Medien präsentiert. Während im Sommer 2007 zwei Pilotfolgen und ein Jahr darauf die restlichen 8 Episoden der ersten Staffel produziert wurden, einigte man sich beim ORF nie auf einen Sendetermin, sodass die Erstausstrahlung erst 2009 stattfand.
Mitte 2009 wurde die Serie auf der Fernsehmesse MipTV präsentiert, was zu einem großen Interesse von Fernsehsendern aus anderen Ländern führte. Im Sommer 2009 lief die erste Staffel von Schnell ermittelt unter dem Titel Žaibiški tyrimai in Litauen. Das dänische öffentlich-rechtliche Fernsehen DR hat Schnell ermittelt mittlerweile ebenfalls gekauft und alle drei bisherigen Staffeln unter dem Titel Hurtig opklaring ausgestrahlt. Außerdem wurde die Serie nach Slowenien, Frankreich, Russland, Ukraine, Kasachstan und Italien verkauft. Die ARD sendete die ersten beiden Staffeln von Schnell ermittelt ab November 2013 im Programm des SWR.
Anfang März 2009 fanden in Wien die Dreharbeiten für die zweite Staffel statt, die Anfang 2010 ausgestrahlt wurde. Zwischen Frühjahr und Herbst 2010 gab es Drehtermine für die dritte Staffel, die ab dem 4. Jänner 2011 ausgestrahlt wurde. Zwischen Frühjahr und Herbst 2011 gab es Drehtermine für die vierte Staffel, die ab 10. Jänner 2012 ausgestrahlt wurde.
Im Dezember 2011 wurde bekanntgegeben, dass anstelle einer vollen fünften Staffel zwei 90-minütige Fernsehfilme produziert werden. In den Jahren 2012 bis 2017 wurden schließlich vier Filme produziert.
Der erste Film wurde am 11. Dezember 2012 in ORF eins ausgestrahlt und trägt den Titel Schuld. Der zweite Film mit dem Titel Erinnern wurde von September 2012 bis Mitte Oktober 2012 in Wien gedreht und am 29. November 2013 auf DVD veröffentlicht. Gemeinsam mit dem im August 2013 gedrehten dritten Film Leben wurde er im September 2014 auf ORF eins erstausgestrahlt. Die Dreharbeiten zu einem vierten Spielfilm mussten aufgrund eines Autounfalls von Ursula Strauss auf das Frühjahr 2015 verschoben werden. Die Erstausstrahlung des vierten Films Einsamkeit erfolgte schließlich am 6. März 2017.
Im Mai 2016 begannen die Dreharbeiten für eine fünfte Staffel. Die zehn Episoden wurden ab dem 13. März 2017 gesendet.
Die Dreharbeiten für die sechste Staffel fanden von Juli bis Dezember 2017 statt. Die Ausstrahlung erfolgte im Herbst 2018.
Die siebente Staffel der Serie wurde 2019/2020 in Wien und Umgebung gedreht. Der erste Teil der Dreharbeiten fand von August bis Oktober 2019 statt. Anschließend wurde aufgrund der Corona-Pandemie pausiert. Im November 2021 wurde angekündigt, dass die siebente Staffel im Laufe des Jahres 2022 erstmals ausgestrahlt werden soll. Die Erstausstrahlung wurde im September 2022 auf den Jänner 2023 verschoben.

## Handlung
Chefinspektorin Angelika Schnell (geborene Zuhlehner) ist Leiterin der Mordkommission in Wien. Sie ist geschieden und hat zwei Kinder, Kathrin und Jan. Schnell ist sehr empathisch, wenn auch äußerst selbstbezogen. In Tagträumen sieht sie oft Mordopfer in ihrem Handeln an verschiedenen Plätzen, die mit dem Opfer oder der Tat zu tun haben. Im Laufe der Staffeln weiten sich die Tagträume auf persönliche Empfindungen aus und manchmal projiziert sich Angelika an die Stelle des Opfers. Der Bruch zwischen Tagtraum und Realität ist oft erst am Ende der Szene erkennbar. Direkt arbeitet sie mit Bezirksinspektor Harald Franitschek zusammen. Zwischen ihnen hat sich das Ritual entwickelt, sich gegenseitig den Befragten vorzustellen.
Exekutivassistentin Maja Landauer arbeitet im Büro und recherchiert die Hintergrundinformationen. VB/S (Vertragsbediensteter mit Sonderstatus) Kemal Öztürk ist der IT-Spezialist und für die Auswertung der Computer und Handys zuständig. Zwischen den beiden entwickelt sich im Laufe der Serie auch eine private Beziehung. Nach der Arbeit trifft sich das Team gerne an einem chinesischen Imbissstand gegenüber der Wiener Urania, und nicht an einem Würstelstand, wie es für Wien klischeehaft ist.
Gerichtsmediziner ist Dr. Stefan Schnell, der Ex-Ehemann von Angelika. Sie haben ein freundschaftliches Verhältnis. Die Kinder leben primär bei der Mutter, durch die Arbeit müssen sie sich aber häufig bei der Kinderbetreuung arrangieren. Hier kommt auch manchmal Stefans Mutter ins Spiel, mit der sich Angelika nicht gut versteht.
Neben dem Fall der jeweiligen Episode entwickeln sich auch staffelübergreifende Handlungsstränge. Diese werden im Folgenden beschrieben.

### Erste Staffel
Im Laufe der ersten Staffel verliebt Angelika Schnell sich in den mordverdächtigen Peter Feiler und vertraut ihm. Im Finale wird sie von ihm verschleppt, gefangen gehalten und gequält.

### Zweite Staffel
Es stellt sich heraus, dass Peter Feiler schon zuvor in Morde verwickelt war, man konnte nur nicht feststellen, ob er wirklich verantwortlich war. Seitdem Angelika Schnell von ihren Kollegen befreit wurde, flüchtete der ehemalige Freund und wird seither auch gesucht. Schnell leidet seitdem an Verfolgungswahn und psychischen Problemen. Somit handelt die zweite Staffel auch von der Suche nach dem Serienmörder Peter Feiler, der schließlich in der letzten Folge der Staffel bei der Verfolgung durch die Inspektorin stirbt.

### Dritte Staffel
Die dritte Staffel beschreibt die Ermittlungen zum Tod Peter Feilers durch den Sonderbeauftragten Oberst Martin Schuster. Er hält Schnell für verdächtig, Feiler absichtlich umgebracht zu haben, und hält regelmäßig interne Befragungen ab. Währenddessen verfolgt Angelika Schnell außerdienstlich weitere Spuren im Falle Feiler und trifft dabei auf den inhaftierten Karl Esch, der ihr immer mehr Informationen bietet. Als Karl Esch aus dem Gefängnis flüchtet und kurz darauf ermordet aufgefunden wird, wird Angelika Schnell zur Hauptverdächtigen. Gegen Ende der Staffel wird Schnell festgenommen und vom Dienst suspendiert. Währenddessen führt Franitschek die Abteilung als Chefinspektor. Nach ihrer Entlassung aus der Untersuchungshaft führt Schnell Privatermittlungen im Falle Esch und findet heraus, dass die Justizwachebeamtin Gruppeninspektorin Maria Winter darin verwickelt ist. Nachdem wieder Beweise für eine mögliche Schuld Schnells gefunden wurden, wird sie erneut verhaftet, kann aber entkommen. Schließlich entlarvt sie die verdächtige Justizwachebeamtin als Mörderin Eschs. In einer Verfolgungsjagd schießt Ermittler Schuster Schnell versehentlich an, worauf sie ins Krankenhaus eingeliefert wird.

### Vierte Staffel
Schnell überlebt die Schussverletzung, gesundet scheinbar und kehrt nach dem Krankenhausaufenthalt wieder in den Dienst zurück. In ihren Tagträumen sieht sie nun jedoch anstatt der Mordopfer ein schwarzhaariges Mädchen. Sie vertraut sich ihrem Ex-Mann, der vorübergehend wieder bei ihr wohnt, an und nimmt psychiatrische Hilfe in Anspruch. In weiterer Folge stellt sich heraus, dass es sich bei dem Mädchen anscheinend um die seit Jahren vermisste Lucy Haller handelt und dass Schnell sie im Krankenhaus, als sie nur halb bei Bewusstsein war, gesehen hat. Im Staffelfinale stellt sich schließlich heraus, dass Schnell in Wirklichkeit noch immer im Tiefschlaf im Krankenhaus liegt und die Ereignisse der gesamten Staffel nur geträumt hat. Hierbei scheint sie unbewusst wahrgenommene Informationen verarbeitet zu haben – der Fall von Lucy Haller etwa hat sich inzwischen tatsächlich in der von ihr geträumten Weise entwickelt, weshalb sie ihn nach ihrer tatsächlichen Entlassung schnell klären kann. Bei den zuvor gezeigten Fällen der 4. Staffel handelt es sich um alte, ungelöste Fälle, zu denen Schnell im Tiefschlaf die Lösung fand.

### Spielfilme
Nach den Ereignissen der vorigen Staffeln nimmt Angelika Schnell kurzzeitig eine Auszeit, kehrt aber rasch als Leiterin einer Sonderabteilung in den Dienst zurück. Oberst Martin Schuster führt einen Privatkrieg gegen Schnell und droht, die Abteilung einzusparen. Zu guter Letzt macht ein Wasserrohrbruch Schnells Wohnung unbewohnbar.

### Fünfte Staffel
Angelika Schnell zieht nach dem Wasserrohrbruch in ein Apartmenthotel. Maja hat eine Karrierechance wahrgenommen und ist Bezirksinspektorin in einer anderen Gruppe. Hier ermittelt sie im Mordfall Nico Schnabel. Angelika hat zudem private Herausforderungen, als Sohn Jan am Rande eines Fabrikgeländes von Streifenpolizisten mit Partydrogen erwischt wird. Zunächst ist man kulant zwischen Kollegen. Doch rasch stellt Maja fest, dass Jan in unmittelbarer Nähe zu ihrem Tatort aufgegriffen worden war. Der Fall wird zu einem Konfliktpunkt zwischen Angelika Schnell und Maja Landauer. Inzwischen nimmt Angelikas Mutterinstinkt überhand und sie beginnt, Jan und seiner Freundin Anna Moser nachzustellen. Als auch noch der Mord am Ausreißer Dennis Maida eine Verbindung zum Fall Nico Schnabel aufzuweisen scheint, legt Jan zunächst ein Geständnis ab und beschuldigt dann Anna des Mordes an Nico Schnabel und Dennis Maida. Es steht Aussage gegen Aussage und Angelika ist entschlossener denn je, ihrem Sohn zu helfen. Da lässt Anna Moser ihr ein Handy zukommen. Darauf: Ein Video, das zeigt, wie Jan Nico Schnabel erschießt. Nachdem Schnell und Franitschek das Video angesehen haben, lässt Schnell das Mobiltelefon in ein Donauhafenbecken fallen.

### Sechste Staffel
Nach Angelikas Vertuschung von Jans Mord an Nico Schnabel scheint Ruhe einzukehren, doch die Idylle bei den Schnells ist trügerisch. Stefan verlangt, dass Angelika sich mehr in deren „idyllisches Familienleben“ einbringen soll, doch damit hat sie so ihre Probleme. Inzwischen wird Anna Moser aufgrund von Mangel an Beweisen aus der Haft entlassen. Maja und der Drogenfahnder Zlatko Horvath treiben einen Überraschungszeugen auf und können weitere Indizien sammeln, doch scheitern in der Beweisführung. Jan und Anna gehen frei und planen ihre Abreise nach Buenos Aires. Da trifft Angelika die Entscheidung, selbst auszusagen, was sie auf dem Handyvideo gesehen hat. Sie legt gegenüber Staatsanwalt Christian Stanic die Fakten auf den Tisch und tritt im Prozess gegen Jan und Anna als Belastungszeugin auf.

### Siebente Staffel
Nach dem Prozess wurde Angelika Schnell unehrenhaft aus dem Polizeidienst entlassen, weil sie Beweismittel vernichtet und die Ermittlungen torpediert hat. Mit Sohn Jan, der im Gefängnis sitzt, und Tochter Kathrin hat sie wieder ein gutes Verhältnis. Ex-Mann Stefan kann ihr aber nicht verzeihen, dass sie das Gesetz über ihren Sohn gestellt hat. Franitschek geht wenig später in Pension. Nachdem das Apartmenthotel sie hinausgeworfen hat, kommt Schnell kurzzeitig bei Franitschek unter. Da werden sie von ihrem alten Bekannten Eberhard Bina angesprochen, der um ihre Hilfe bittet. Das Fällelösen können beide nicht lassen, also starten sie als Privatermittler neu. Arbeitsort der Detektei – und in Schnells Fall auch Wohnort – wird ein aufgelassener Waschsalon.

## Rezeption
Schnell ermittelt wurde sowohl von den Medien als auch vom Publikum gut aufgenommen. Der Standard bezeichnete die Krimiserie als CSI auf gut Wienerisch und der Kurier verglich sie mit der erfolgreichen Reihe Kottan ermittelt. Auch die vierte Staffel wurde positiv rezensiert. Beispielsweise schrieb die Tageszeitung Der Standard, dass „[die] Serie [funktioniere], weil die Krimischablone diesmal nicht nur mit halbherzigem Lokalkolorit-Schmäh, sondern auch mit Herz, Schmerz und Drama einer nichtkriminalistischen Serienwelt versetzt [sei]“, und die regionale Tageszeitung Kleine Zeitung nannte die Serie einen „Krimi-Erfolg“, der „auch vier Jahre nach dem Start sehr frisch“ wirke.
Bei der Erstausstrahlung erreichte die Serie einen durchschnittlichen Marktanteil von 30 %, 721.000 Menschen verfolgten die erste Folge mit. Die zweite Staffel wurde durchschnittlich von 694.000 Zuschauern gesehen, dies entspricht einem nationalen Marktanteil von 27 %.

## DVD-Veröffentlichungen
- Seit 20. November 2009 gibt es von Hoanzl die komplette erste Staffel der Serie. Als Bonus sind auf der DVD-Box auch die erste Folge der zweiten Staffel, Outtakes und ein Making-of des Vorspanns zu sehen.
- Am 21. Oktober 2011 erschienen die zweite und dritte Staffel der Serie auf DVD.
- Am 18. Mai 2012 kam die vierte Staffel als DVD auf den Markt.